# Trichillidium caingua
Trichillidium caingua är en skalbaggsart som beskrevs av Martinez 1974. Trichillidium caingua ingår i släktet Trichillidium och familjen bladhorningar. Inga underarter finns listade i Catalogue of Life.